# Matt Reis

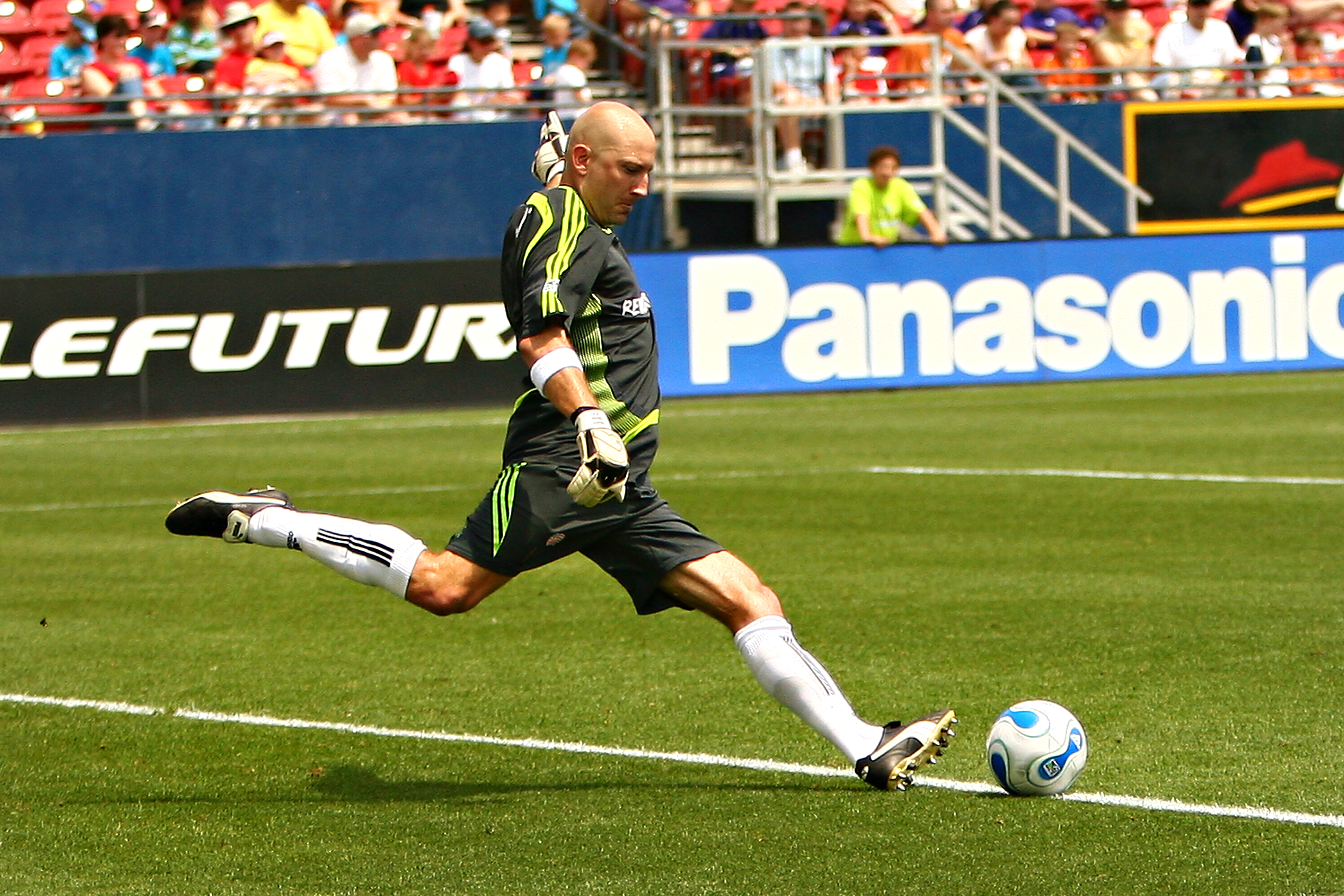
Matt Reis ao atuar pelo New England Revolution, em 2007

Matt Reis (Atlanta, Geórgia, 28 de março de 1975) é um ex-futebolista estadunidense atualmente está aposentado.

## Biografia
Começou sua carreira profissional no Los Angeles Galaxy onde venceu a Copa dos Campeões da CONCACAF em 2000, a MLS Cup em 2002, a US Open Cup em 2001 e a MLS Supporters' Shield em 1998 e 2002. Em 2003, transferiu-se para o time do New England Revolution, onde está até hoje e pelo qual venceu a US Open Cup em 2007. Carismático, é um dos maiores ídolos da atualidade dos Revs. Foi o herói da decisão da Superliga de 2008 quando defendeu dois pênaltis do arquirrival dos Revs, o Houston Dynamo e garantiu o título. Encerrou a carreira em 2013 e, atualmente é treinador de goleiros do Los Angeles Galaxy.

### Seleção dos Estados Unidos
Pela Seleção dos Estados Unidos jogou duas partidas em 2005 e não sofreu nenhum gol. Nesse mesmo ano fez parte do elenco que conquistou a Copa Ouro da CONCACAF.

## Equipes
- Los Angeles Galaxy: 1998-2002
- New England Revolution: 2003 até hoje

## Títulos

### Internacionais
Seleção dos Estados Unidos
- Copa Ouro da CONCACAF: 2005

 Los Angeles Galaxy
- Copa dos Campeões da CONCACAF - 2000

 New England Revolution
- Superliga: 2008

### Nacionais
Los Angeles Galaxy
- MLS Cup - 2002
- US Open Cup - 2001
- MLS Supporters' Shield - 1998, 2002

 New England Revolution
- US Open Cup - 2007